# 卡爾峰
卡爾峰（英語：Carr Crest）是南極洲的山峰，位於奧次地，屬於邱吉爾山脈的一部分，東面俯瞰庫森斯灣，海拔高度1,200米，以大英帝國橫越南極遠征成員命名，現時由南極條約體系管理。